# Karl Braun (Politiker, 1807)

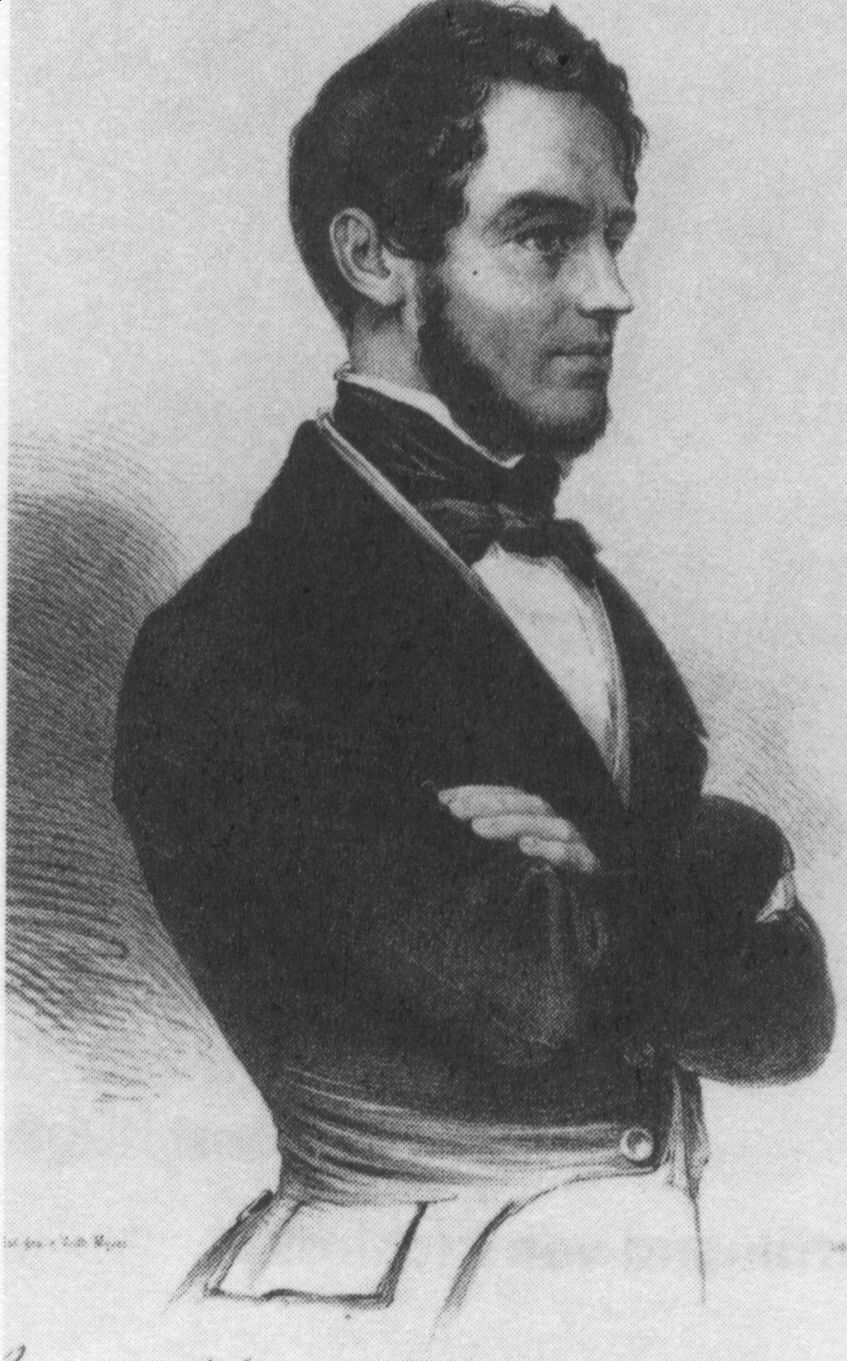
Karl Braun (1807–1868)

Alexander Karl Hermann Braun (* 10. Mai 1807 in Plauen; † 23. März 1868 ebenda) war ein sächsischer Jurist und liberaler Politiker. Er war während der Zeit der Märzrevolution 1848/49 Vorsitzender des sächsischen Gesamtministeriums.

## Leben
Braun besuchte ab dem 29. September 1814 das Lyceum in Plauen und studierte von 1824 bis 1827 Jura an Universität in Leipzig. Anschließend übernahm er den Posten eines Gerichtsdirektors auf den Rittergütern Unterlosa und Ruppertsgrün bei Plauen und arbeitete zugleich in der Kanzlei seines Vaters Karl Heinrich Braun. Nach dem Zweiten Staatsexamen ließ er sich als Rechtsanwalt in seiner Heimatstadt nieder. Im Jahr 1830 führte eine Bewegung unter der Führung des Dresdner Advokaten Christian Gottlieb Eisenstuck zur Einführung der konstitutionellen Verfassung in Sachsen. Braun galt als Verfechter der Mündlichkeit und Öffentlichkeit, die er 1842 gemeinsam mit Eisenstuck in einem vierzehntägigen Redegefecht gegen ihren Gegner, den späteren Justizminister Julius Traugott von Könneritz verteidigte. In einer öffentlichen Sammlung, die der Adorfer Bürgermeister Carl Gotthelf Todt inszeniert hatte, kamen binnen kurzer Zeit 1800 Taler zusammen, die Braun dabei unterstützen sollten die Länder zu bereisen, in denen das mündliche Verfahren praktiziert wurde. Braun lehnte das Geld ab und bereiste auf eigene Kosten 1844 Frankreich, die Niederlande, Belgien, die Rheinländer und Württemberg. Er veröffentlichte die Ergebnisse seiner Reise in der Schrift: Hauptstücke des öffentlich-mündlichen Verfahrens. Vor seiner politischen Tätigkeit war Braun in Plauen als Anwalt tätig. Er wurde 1839 zum Mitglied, 1845 zum Präsidenten der Zweiten Kammer des Sächsischen Landtages gewählt. Er setzte sich in hohem Maße für Modernisierungen im Justizwesen ein. Im Jahr 1845 wurde er zum Landtagspräsidenten gewählt.
Am 16. März 1848 wurde er nach dem Sturz der Regierung unter Julius Traugott von Könneritz mit der Bildung einer neuen Regierung (dem sächsischen Märzkabinett) beauftragt, in welcher er den Vorsitz und das Justizressort erhielt. Weil er sich mit der radikal gesinnten Mehrheit der Zweiten Kammer nicht verständigen konnte, trat er am 24. Februar 1849 von seinen Ämtern zurück und war von 1849 bis 1850 wieder Mitglied des Landtags. Im März 1850 legte er sein Abgeordnetenmandat nieder und wurde Amtshauptmann in Plauen. Dieses Amt hatte er bis zu seinem Tod inne. 1867 war Braun Mitglied des Konstituierenden Reichstags des Norddeutschen Bundes für den Wahlkreis Königreich Sachsen 23 (Plauen, Oelsnitz, Klingenthal). Im Reichstag gehörte er der Fraktion des Altliberalen Zentrums an.
Als juristischer Autor lieferte er Beiträge für die Zeitschrift für Rechtspflege und Verwaltung und die Jahrbücher für sächsisches Strafrecht.

## Schriften
- Hauptstücke des öffentlich-mündlichen Straf-Verfahrens mit Staatsanwaltschaft nach französischer und holländischer Gesetzgebung. Friedrich Fleischer, Leipzig 1845 (books.google.de).
- Die Zins-Wucher-Gesetze, vom Standpunkte der Volkswirthschaft, der Rechtswissenschaft und der legislativen Politik beleuchtet …. v. Zabern, 1856.